# 尊戈利
尊戈利（義大利語：Zungoli），是意大利阿韦利诺省的一个市镇。总面积19平方公里，人口1254人，人口密度66.0人/平方公里（2009年）。ISTAT代码为064120。